# Waipoua
Waipoua is een geslacht van spinnen uit de  familie van de Orsolobidae.

## Soorten
- Waipoua gressitti (Forster, 1964)
- Waipoua hila Forster & Platnick, 1985
- Waipoua insula Forster & Platnick, 1985
- Waipoua montana Forster & Platnick, 1985
- Waipoua otiana Forster & Platnick, 1985
- Waipoua ponanga Forster & Platnick, 1985
- Waipoua toronui Forster & Platnick, 1985
- Waipoua totara (Forster, 1956)